# 24 horas (noticiero chileno)
24 Horas es el noticiario chileno que se transmite por Televisión Nacional de Chile (TVN) desde el 1 de octubre de 1990. Es la marca de los servicios informativos de la dirección de prensa de la señal pública, su origen se remonta luego del retorno de la democracia, cuando el directorio decide dar otra imagen al canal, sobre todo en el ámbito informativo. El programa es el sucesor del informativo Noticias, noticiario de transición tras el término de TVNoticias.

## Historia

### El nuevo noticiero
Durante la dictadura militar, que se extendió entre 1973 y 1990, existieron fuertes restricciones informativas y de contenido a los distintos programas de televisión. Televisión Nacional sufrió más fuertemente este control al ser el canal estatal, y los informativos, sobre todo el otrora noticiero central 60 minutos, hicieron perder credibilidad al canal.
El 11 de marzo de 1990 junto con la vuelta a la democracia, es nombrado director general del canal, Jorge Navarrete Martínez, quien ya había ocupado el mismo cargo en los inicios de la estación. Navarrete busca devolver las audiencias a Televisión Nacional, y para ello pide al periodista Bernardo de la Maza, quien se desempeñaba como comentarista internacional del Canal 13 de la Universidad Católica, ser el director de prensa. Asume ese mismo día (11 de marzo), mientras se mantenía en pantalla el informativo central Noticias en Televisión Nacional -conducido por Juan Guillermo Vivado, de lunes a viernes y por Benjamín Palacios, los fines de semana y festivos-, dentro del cual se deberá afrontar una crisis de presupuesto sumada a la búsqueda de nuevos rostros. Para el informativo central, que iría a las 8:00 p. m., De la Maza opta por conducirlo junto a Cecilia Serrano, también periodista de Canal 13, quien se encontraba conduciendo Teletarde en la estación universitaria. Para el lunes 1 de octubre de 1990 se da inicio a la emisión de 24 Horas, con la directa competencia que le supone el informativo central más visto de aquella época, Teletrece.
De a poco, las ediciones del noticiario fueron ganando terreno sobre sus rivales de Canal 13, superándolos en forma sistemática a partir de mediados de los años 1990. Importantes eventos cubrirá el nuevo informativo, entre los que se destaca la primera operación de separación de siameses en Chile (a los hermanos Marcelo Antonio y José Patricio Fuentes), en junio de 1993 y reporteado por la periodista Patricia Espejo.

### Consolidación
La simpatía de sus dos conductores (De la Maza y Cecilia Serrano), sumados a la crisis en la que se sumergía Canal 13 y sus espacios informativos, hizo que a fines de la década de los 90, 24 Horas, acaparara las preferencias del público.
El 10 de octubre de 2001, coincidiendo con la emisión de la telenovela Amores de mercado que precedía al noticiario, la edición central marcó 42,2 puntos entre las 9:00 p. m. y las 9:56 p. m., cifra que no ha sido igualada posteriormente.
Entre el 3 de mayo de 1999 y el 29 de noviembre de 2002, 24 Horas tuvo una quinta edición de media hora titulada Edición Vespertina de 24 Horas, que era emitida a las 6:00 p. m., y fue conducida por Consuelo Saavedra, Isabel Tolosa, Mónica Rincón, Cecilia Serrano y Margarita Hantke, quien posteriormente sería reemplazada por la periodista María Jesús Sainz.

### Cambios en el espacio
El 8 de marzo de 2004, 24 Horas cambia su logo para combinar con el nuevo logotipo de TVN. En ese año se produjeron cambios trascendentales, ya que sus antiguos conductores, Bernardo de la Maza y Cecilia Serrano, fueron reemplazados por el periodista Amaro Gómez-Pablos. La salida de los "históricos" conductores del informativo dio pie a cuestionamientos al canal, por tratarse de dos personas con alta credibilidad pública.
Además, a partir de las 2:20 p. m. en 24 Horas Al día y las 2:35 p. m. en 24 Horas Central, se emiten en regiones los noticiarios locales de cada red.
En 2002, el noticiario se transmitiría por la señal cerrada del Metro de Santiago llamada MetroTV. En marzo de 2005, regresa de Estados Unidos la periodista Consuelo Saavedra y asume la conducción del noticiero central junto a Amaro Gómez-Pablos. Uno de los hitos de 24 Horas fue contar la narración en vivo de la Guerra de Irak y en especial, la Caída de Saddam Hussein de Santiago Pavlovic, Rafael Cavada y el camarógrafo Alejandro Leal, en abril de 2003.
En octubre de 2007, 24 Horas inaugura su propio canal de noticias en YouTube, convirtiendo a Televisión Nacional de Chile en la primera estación televisiva del país con presencia oficial en el portal de videos.

### El Canal24 Horas
El 1 de agosto de 2008, VTR dio a conocer que para fin de año saldría al aire Canal 24 Horas, una señal de noticias de la dirección de prensa de TVN que transmite las 24 horas del día; la cual se suma a la sucursal local de la cadena de noticias estadounidense CNN Chile (la cual se estrenó el 4 de diciembre). La elección se realizó después de una invitación pública a una decena de instituciones y empresas, luego de la presentación de los proyectos y evaluación técnico-económica que concluyó con la definición comunicada ese día. Se evalúa la opción de, a su vez, transmitirla a través de otros cableoperadores en Chile. Además desde 2009 se incorporan los "reportwitteros" los cuales son un tipo de reporteros ciudadanos que colaboran enviando videos, imágenes y comentarios al Canal 24 Horas mediante Twitter. A todo lo anterior, desde el 5 de marzo de 2012, 24 Horas se transforma en el segundo noticiero de Chile que se emite en HD, siguiendo la práctica realizada por Canal 13 en sus ediciones de Teletrece, que además de ostentar el título del noticiero más antiguo de Chile, ostenta desde 2009 el título del primer informativo emitido en HD.

## Rostros

### Presentadores en la actualidad
| Ediciones          | Días de semana                     | Días de semana                     | Días de semana                     | Días de semana                     | Días de semana                     | Fines de semana                                                                             | Fines de semana                                                                             | Comentaristas deportivos                      |
| Ediciones          | Lunes                              | Martes                             | Miércoles                          | Jueves                             | Viernes                            | Sábado                                                                                      | Domingo                                                                                     | Comentaristas deportivos                      |
| ------------------ | ---------------------------------- | ---------------------------------- | ---------------------------------- | ---------------------------------- | ---------------------------------- | ------------------------------------------------------------------------------------------- | ------------------------------------------------------------------------------------------- | --------------------------------------------- |
| 24 Horas Tu Mañana | Valentina Reyes y Carla Zunino     | Valentina Reyes y Carla Zunino     | Valentina Reyes y Carla Zunino     | Valentina Reyes y Carla Zunino     | Valentina Reyes y Carla Zunino     | -                                                                                           | -                                                                                           | Juan Carlos Campos                            |
| 24 Horas Al Día    | Andrés Vial y Monserrat Álvarez    | Andrés Vial y Monserrat Álvarez    | Andrés Vial y Monserrat Álvarez    | Andrés Vial y Monserrat Álvarez    | Andrés Vial y Monserrat Álvarez    | Pamela Araya, Carla Parra, Juan Carlos Alarcón, Valentina Reyes, Nicolás Vial o Andrea Pino | Pamela Araya, Carla Parra, Juan Carlos Alarcón, Valentina Reyes, Nicolás Vial o Andrea Pino | Sergio Pinto, Rodrigo Arellano o Erick Zárate |
| 24 Horas Central   | Iván Núñez y Constanza Santa María | Iván Núñez y Constanza Santa María | Iván Núñez y Constanza Santa María | Iván Núñez y Constanza Santa María | Iván Núñez y Constanza Santa María | Andrés Vial o Davor Gjuranovic                                                              | Carla Zunino                                                                                | Pedro Carcuro, o Fernando Tapia               |
| 24 Horas Al Cierre | Marco Fleming Ayala                | Marco Fleming Ayala                | Marco Fleming Ayala                | Marco Fleming Ayala                | -                                  | -                                                                                           | -                                                                                           | -                                             |

### Presentadores
- Cecilia Serrano (1990-2004)
- Bernardo de la Maza (1990-2004)
- Eduardo Cruz-Johnson (1990-2004)
- Consuelo Saavedra (1998-2014, 2017-2018)
- Amaro Gómez-Pablos (2003-2015)
- Alejandro Guillier (1992-1998)
- Andrea Arístegui (2009-2018)
- Benjamín Palacios (1990-1999)
- Carla Zunino (2009-presente)
- Marco Fleming Araya (2012-presente)
- Carolina Escobar (2013-2020)
- Carolina Jiménez (1996-1998)
- Carolina Urrejola (2003-2004)
- Claudio Fariña (2001-2003)
- Davor Gjuranovic (2009-presente)
- Fernando Paulsen (1996-1997)
- Fresia Soltof (2009-2016)
- Gerson Del Río (2003-2005)
- Gonzalo Ramírez (2009-2020)
- Isabel Tolosa (1999-2001)
- Iván Núñez (2006-2008, 2019-presente)
- José Antonio Neme (2011-2014)
- Juan Guillermo Vivado (1990-1991)
- Juan José Lavín (2001-2015)
- Juan Manuel Astorga (2013-2017)
- María Jesús Sainz (2001-2003)
- Margarita Hantke (1999-2002)
- Matías del Río (2015-presente)
- Mauricio Bustamante (1995-2020)
- Mauricio Hofmann (1999-2001)
- Mónica Pérez (2004-2017)
- Mónica Rincón (2004-2012)
- Monserrat Álvarez (2005-2010, 2025-presente)
- Pablo Marín (2010-2011)
- Pamela Hodar (1990-1991)
- Patricia Espejo (1993-1995)
- Patricia Venegas (2011-2022)
- Scarleth Cárdenas (2008-2015)
- Constanza Santa María (2021-presente)

### Comentaristas
Deportes
| - Álvaro Sanhueza (1995-2004) - Cecilia Lagos (2012-2015) - Fernando Solabarrieta (1993-2015 y 2018-2020) - Fernando Tapia (2021-presente) - Francisco Sagredo (2005-2013) - Gustavo Huerta (2009-2023) | - Juan Cristóbal Guarello (2004-2009) - Juan Manuel Ramírez (1998-2002) - Manuel de Tezanos Pinto (2015-2017) - Michael Müller (1990-1994) - Pedro Carcuro (1990-presente) - Roberto Cuevas (2020-presente) |

Internacional
| - Agnés Ortega (2001-2005) - Andrea Arístegui (2001-2012) - Claudia Corvalán San Martín (1995-2001) - Claudio Pardo Enrico (1999-2003) - José Antonio Neme (2005-2014) - Mónica Pérez (1992-2001) - Paz González Merino (2002-2008) - Rafael Cavada (1994-2006) - Raúl Sohr (1992-2001) | - Silvia Carrasco (1992-1995, 2009-2011) - Valeria Foncea Rubens (1995-2006) - René Arriagada (2011-2016) - Ivanna López (2014-2019) - Soledad Agüero (20??-2018) - Sebastián Valdés (2017-2018) - Alejandra Fernández (201?-presente) - Ignacio Martirené (2018-2020) - Andrea Aguilar Córdoba (2019-presente) |

### Periodistas (reporteros y corresponsales)
| - Jorge Abuhadba Merino (1990-2004) - Marcela Abusleme Ramos (1994-1997) - Carolina Acuña Contreras (2012-2016) - Mario Aguilera Salazar (1991-1998) - Alejandra Gouet Elorrieta (1997-2004) - Marcelo Álvarez Zapata (2001-2024) - José Ignacio Aguirre Olmedo (1990-2002) - Juan Carlos Alarcón Olea (2010-presente) - Carolina Alcayaga Benavente (1999-2002) - José Miguel Alfaro Solís (1991-1999) - María Cristina Arancibia Hohmann (1990-1998) - Cristián Arismendi Pacheco (1990-1995, 1999-2002) - Juan Manuel Barrera Aqueveque (2003-2018) - Christian Barreau Núñez (1999-2001) - Pilar Bernstein Rotger (1990-1994) - Juan Carlos Campos Rivera (1994-2008, 2013) - Scarleth Cárdenas Villalobos (1998-2015) - Claudia Cento Taibe (1999-2003) - Rodrigo Cid Santos (2000-presente) - Lorena Concha Espinoza (2003-2018) - Juan Luis Contreras Arias (1992-1995) - Mario Contreras (2002-2004) - Gianfranco Dazzarola Manríquez (1997-2001) - Gastón de Villegas Contreras (2001-2003) - Gerson del Río Barahona (2000-2005) - Rodrigo Diez (2012-presente) - Karen Doggenweiler Lapuente (1991-1995) - Francisco Eguiluz Viveros (1998-2004) - María Ignacia Errázuriz Ovalle (1991-1993) - Patricia Espejo Freitas (1990-1996, 1996-1998, 2007-2012) - Rodrigo Espinoza Dobson (1995-2006) - Anwar Farrán Veloso (2007-2013, 2018-presente) - Fernanda Farfán Carreño (2001-2007) - Claudio Fariña Gallardo (1996-2001, 2003, 2005-2018) - Sandra Gamboa Lagos (1990-2001) - Raúl Gamboni Silva (1998-2004) - Felipe Gerdtzen Sepúlveda (1993-1995) - Davor Gjuranovic Letelier (2005-presente) - María Teresa Guerra Pulgar (1990-1995) - Arturo Harlen Campos (1990-2003) - Carolina Gallardo (2006-2011) - Natalia Gutiérrez (2003-2018) - Briggith Calderón Troncoso (2004-2011) - René Arriagada Barrientos (2009-2016) - Ibi Panger Pizarro (1997-2011) - Patricia Cerda Hennings (1997-presente) - Silvana Rodríguez Morales (1999-2013) - Claudia Peñailillo Cronoro (1998-2015) - Paula Viano Santana (2001-2011) - Lorena Bravo Maragaño (2005-2011) - Loreto Urbina Maulenda (2005-2009) - Francisca Iob Vergara (2006-2015) - Fabián Collado (2016-presente) - Danny Linares (2012-presente) - Diana Massis (2001-2006) - Claudia Montecinos (2004-2009) - Dante Muzzio Pereira (2004-2014) - Carla Parra (2008-2013, 2015-presente) - María José Quintana Ávila (2008-2019) - Jaime Quezada (200?-presente) - Carla Rodríguez (2007-presente) - Cynthia Rubio (2016-presente) - Claudio Arévalo (2014-presente) - Antonio Ruiz (2011-presente) - Germán Schiessler (2005-2011) - Fresia Soltof Moraga (2009-2016) | - Daniela Cáceres Cifuentes (2014-presente) - César Campos (2009-presente) - Ricardo Campos (2011-presente) - Nathaly Campos (201?-presente) - Alicia Cárdenas (2018-presente) - Ivania Echavarría Troncoso (2008-presente) - María José Del Solar (2009-2017) - Marta Escalona (2008-2018) - Nadia Arias (2009-2015) - Josefa Iturriaga (2015-presente) - Loreto Figueroa (2016-presente) - Jenny Galleguillos (2010-presente) - Gabriel Huber (2015-presente) - Ricardo Levi Beregovich (2003-2008) - Mauro Lombardi Villalón (1993-2004) - Alejandro Machuca Carvajal (1990-1992) - Viviana Martínez Bravo (2009-2018) - Luz Martínez Hernández (2012-presente) - Claudio Mendoza Gómez (1995-1997, 1998-2002) - Luz Barrientos (2011-2019) - Andrea Messeguer (2017-presente) - Gonzalo Montaner Peralta (2001-2005) - Pamela Morales Atala (1996-2015) - Verónica Moscoso Pozo (1999-presente) - Verónica Neumann Carranza (1990-1992, 1995-1996) - Mónica Olguín Parra (2012-presente) - Madgalena Ossandón Domínguez (1990, 1996-1997) - Fidel Oyarzo Salgado (1990-2005, 2012-2019) - Mónica Pérez Marín (1992-2001) - Rodrigo Pérez (2017-2019) - Ximena Planella de Ruyt (1993-2002) - Antonio Quinteros Peñaloza (1990-1995) - Valentina Reyes Ayala (2009-2014, 2016-presente) - Carolina Ricke Hunting (2001-2008) - Mónica Rincón González (1998-2004) - Ángela Robledo Fernández (1997-2004) - Ximena Ruiz Sánchez (1990-1995) - Jennyfer Salvo Cofman (1993-1997) - Álvaro Sanhueza Maripangue (1994-2004) - Mirna Schindler (1990-1994, 1995-2008) - Verónica Schmidt Baccola (2000-2002, 2005-2008) - Carolina Segura Campos (1995-2019) - Rodrigo Sepúlveda Villegas (2001-2003) - Consuelo Sotomayor (2012-presente) - Fidel Soto (2013-presente) - Daniel Pérez (200?-presente) - Marcos Stupenengo (2011-2014) - Isabel Tolosa Leiva (1995-2001) - María Alejandra Cárdenas (2013-2018) - Ramón Ulloa Contreras (1990-1994) - Marcelo Valenzuela Martínez (1996-2005) - Cristóbal Valenzuela Maulme (1991-1995, 1996-2002) - Juan Francisco Vásquez (2009-2018) - Patricia Venegas Paredes (2002-2022) - Patricia Verdugo Aguirre (1993-1997) - Fabiana Rodríguez-Pastene (2001-2004) - Marilú Velasco Silva (1990-1991) - Nelly Yáñez Neira (1995-1997) - David Yáñez Morales (200?-presente) - Ximena Perone Chávez (2011-2016) - Guillermo Yunge Taulis (1990-1993) - Rodrigo Guzmán (2016-2018) - Consuelo Cura (2017-2019) - Leyla Zapata (2004-2008) (2018-presente) - Kevin Felgueras (2019-2023) - Josefa Bustos (2020-presente) - Flavia Cordella (2020-presente) |

### TV Tiempo
| - Claudia Sáez (1990-1996) - Claudia López (1990-1991) - Shai Agosín (1990) - Pedro Pablo Valenzuela (1991) - Antonio Márquez Allison (1992-1995) - Luis Weinstein (1995-2020) - Bettina Kausel (1996-2005) | - Vanessa Noé (2006-2009 y 2012-2013) - Iván Torres (2009-presente) - Eduardo Sáez (2010-2017) - Allison Göhler (2013) - Macarena Sarmiento (2014-presente) - Yael Szewkis (2017-presente) |

### 24 Horas Central
Edición Central de 24 Horas (1990-2004)/24 Horas Central (2004-2023) (2024-presente)/24 Horas Domingo (2006-2017, solo domingo)/24 Central (2023-2024)
| Período                                                                                 | Presentadores         |
| --------------------------------------------------------------------------------------- | --------------------- |
| 1 de octubre de 1990-30 de enero de 2004 (edición diaria)                               | Bernardo de la Maza   |
| 1 de octubre de 1990-27 de febrero de 2004 (edición diaria)                             | Cecilia Serrano       |
| 1990-1993 y 1995 (edición de fin de semana)                                             | Benjamín Palacios     |
| 1993-1997 (edición de fin de semana)                                                    | Alejandro Guillier    |
| 1993-1996 (edición de fin de semana)                                                    | Patricia Espejo       |
| 1996-1998 (edición de fin de semana)                                                    | Carolina Jiménez Mery |
| Enero 1999-7 de marzo de 2004 (edición de fin de semana)                                | Eduardo Cruz Johnson  |
| 2005-2019 (reemplazos)                                                                  | Mauricio Bustamante   |
| 8 de marzo de 2004-23 de octubre de 2015 (edición diaria)                               | Amaro Gómez-Pablos    |
| 14 de marzo de 2005-19 de noviembre de 2012 2017-2018 (edición diaria) (edición diaria) | Consuelo Saavedra     |
| 2004-2009 y 2015 (edición diaria)                                                       | Juan José Lavín       |
| 2005-2011 (edición de fin de semana)                                                    | Monserrat Álvarez     |
| 2005-2012 (edición diaria)                                                              | Mónica Rincón         |
| 2006-2008 (reemplazos) y 2019-presente (edición diaria)                                 | Iván Núñez            |
| 2006-2012 (reemplazos), 20 de noviembre de 2012-julio de 2017 (edición diaria)          | Mónica Pérez          |
| 2011-2018 (reemplazos)                                                                  | Andrea Arístegui      |
| 2011-2014 (edición de fin de semana)                                                    | José Antonio Neme     |
| 2011-2018 (reemplazos) y 2018-2019 (edición diaria)                                     | Gonzalo Ramírez       |
| 2014-2017 (reemplazos)                                                                  | Juan Manuel Astorga   |
| 26 de octubre de 2015-2018 (edición diaria) y 2018-presente (domingos)                  | Matías del Río        |
| 2019-2020 (edición diaria)                                                              | Carolina Escobar      |
| 2021-presente                                                                           | Constanza Santa María |

### 24 Horas Tu mañana
Edición Matinal de 24 Horas (1992-2000)/Primera Edición de 24 Horas (2000-2004)/24 Horas en la Mañana (2004-2014)/Tu Mañana, 24 Horas (2014-2019)/24 AM (2019-2024)/24 Horas Tu mañana (2024-presente)
| Período                                                   | Presentadores       |
| --------------------------------------------------------- | ------------------- |
| 9 de marzo de 1992-enero de 1995 (edición diaria)         | Alejandro Guillier  |
| 6 de marzo de 1995-26 de febrero de 1999 (edición diaria) | Benjamín Palacios   |
| Febrero de 1996 (reemplazos)                              | Carolina Jiménez    |
| 1 de marzo de 1999-2018 (edición diaria)                  | Mauricio Bustamante |
| Febrero de 2000-2003 (reemplazos)                         | Gerson del Río      |
| 2 de diciembre de 2002-2003 (edición diaria)              | María Jesús Sainz   |
| 2 de junio-diciembre de 2003 (edición diaria)             | Carolina Urrejola   |
| 8 de marzo de 2004-2012 (edición diaria)                  | Mónica Pérez        |
| 2004-2007 (reemplazos)                                    | Mónica Rincón       |
| 2005-2010 (reemplazos)                                    | Monserrat Álvarez   |
| 2012-2014 (edición diaria)                                | Andrea Arístegui    |
| 2014 (edición diaria)                                     | Consuelo Saavedra   |
| 2012-2014 (reemplazos)                                    | José Antonio Neme   |
| 2015-2019 (edición diaria)                                | Carolina Escobar    |
| 2015-2018 (reemplazos), 2018-presente (edición diaria)    | Carla Zunino        |
| 2021-2023 (edición diaria)                                | Carolina Gutiérrez  |
| 2021-2023 (edición diaria)                                | Gustavo Huerta      |

### 24 Horas Al día
Edición Uno de 24 Horas (1990-1999)/Segunda Edición de 24 Horas (1999-2004)/24 Horas Al día (2004-2017) (2024-presente)/24 Tarde (2017-2024)
| Período | Presentadores        |
| --- | -------------------- |
| 2 de octubre de 1990-abril de 1991 (edición diaria)                                                                  | Pamela Hodar         |
| 2 de octubre de 1990-5 de julio de 1996 (edición diaria) Enero de 1998-7 de marzo de 2004 (edición de fin de semana) | Eduardo Cruz Johnson |
| Mayo de 1991-agosto de 1992 (edición diaria)                                                                         | Margot Kahl          |
| 8 de julio de 1996-2020 (edición diaria)                                                                             | Mauricio Bustamante  |
| 20 de septiembre de 2005-2011 (edición diaria)                                                                       | Mónica Pérez         |
| 2004-2008 (edición diaria)                                                                                           | Mónica Rincón        |
| 2009-2014 (edición diaria)                                                                                           | Scarleth Cárdenas    |
| 2009-2011 (edición de fin de semana), 2012-2013 y 2018 (edición diaria)                                              | Andrea Arístegui     |
| 2010-2011 (edición de fin de semana)                                                                                 | Pablo Marín          |
| 2012-2018 (edición de fin de semana) y 2019-2022 (edición diaria)                                                    | Patricia Venegas     |
| 2011-2018 (edición diaria)                                                                                           | Gonzalo Ramírez      |
| 2012-presente (edición de fin de semana)                                                                             | Davor Gjuranovic     |
| 2013-presente (edición de fin de semana) y 2009-2013 (reemplazos)                                                    | Carla Zunino         |
| Marzo de 2013-2018 (edición diaria)                                                                                  | Carolina Escobar     |
| 2017-presente (edición de fin de semana)                                                                             | Carla Parra          |
| 2013-2016 (edición de fin de semana)                                                                                 | Fresia Soltof        |

### 24 Horas Al cierre
Edición Dos de 24 Horas (1990-1992, 1995-1996)/Edición Nocturna de 24 Horas (1992-1995, reemplazos febrero-marzo 1997-2004)/Medianoche (1996-2023)/24 Noche (2023-2024)/24 Horas Al cierre (2024-presente)
| Período                                                                                             | Presentadores        |
| --------------------------------------------------------------------------------------------------- | -------------------- |
| 1 de octubre de 1990-enero de 1995 (edición diaria)                                                 | Benjamín Palacios    |
| 6 de marzo-agosto de 1995 abril de 1997-30 de diciembre de 1998 (edición diaria)                    | Alejandro Guillier   |
| Septiembre de 1995-28 de junio de 1996 (edición diaria) Enero de 1999 (reemplazos)                  | Mauricio Bustamante  |
| 1 de julio de 1996-enero de 1997 (edición diaria)                                                   | Fernando Paulsen     |
| 1 de julio de 1996-30 de diciembre de 1998 Febrero-marzo de 1997-1999 (edición diaria y reemplazos) | Eduardo Cruz Johnson |
| Abril 1998-10 de septiembre de 1999 (edición diaria)                                                | Consuelo Saavedra    |
| 1 de marzo de 1999-1 de febrero de 2001 (edición diaria)                                            | Mauricio Hofmann     |
| 13 de septiembre de 1999-15 de agosto de 2002 (edición diaria)                                      | Margarita Hantke     |
| 5 de marzo de 2001-enero de 2003 (edición diaria)                                                   | Claudio Fariña       |
| 14 de abril-diciembre de 2003 (edición diaria)                                                      | Amaro Gómez-Pablos   |
| 8 de marzo-30 de diciembre de 2004 (edición diaria)                                                 | Carolina Urrejola    |
| 7 de marzo de 2005-26 de enero de 2006 (edición diaria)                                             | Monserrat Álvarez    |
| 2002-2005 (reemplazos)                                                                              | Gerson del Río       |
| 6 de marzo de 2006-diciembre de 2008                                                                | Iván Núñez           |
| febrero-marzo de 2000-2004 (edición diaria y reemplazos) enero 2009-enero 2015 (edición diaria)     | Juan José Lavín      |
| 2009-2015 (edición diaria)                                                                          | Scarleth Cárdenas    |
| 2015-2016 (edición diaria)                                                                          | Juan Manuel Astorga  |
| 2016-2019 (edición diaria)                                                                          | Felipe León          |
| 2019-presente (edición diaria)                                                                      | Marco Fleming Araya  |
| 2021-2023 (edición diaria)                                                                          | Matías del Río       |

### Edición Vespertina de 24 Horas
(3 de mayo 1999-29 de noviembre 2002)
| Período                                           | Presentadores     |
| ------------------------------------------------- | ----------------- |
| 3 de mayo de 1999-agosto de 2000 (edición diaria) | Consuelo Saavedra |
| Agosto de 2000-agosto de 2001 (edición diaria)    | Isabel Tolosa     |
| Agosto de 2001 (edición diaria)                   | Cecilia Serrano   |
| Agosto de 2001 (edición diaria)                   | Mónica Rincón     |
| Agosto de 2001-noviembre de 2002 (edición diaria) | María Jesús Sainz |

### Previa 24 Horas
5:50 AM (2013-2019)/La Previa (2019-2020)/Previa 24 (2021-2024)/Previa 24 Horas (2024-presente)
| Período                        | Presentadores                                         |
| ------------------------------ | ----------------------------------------------------- |
| 2013-2016 (edición diaria)     | Juan Carlos Alarcón                                   |
| 2013-2014 (edición diaria)     | Óscar García Soto                                     |
| 2014-2015 (edición diaria)     | Fresia Soltof                                         |
| 2016-2020 (edición diaria)     | Valentina Reyes                                       |
| 2019-2020 (edición diaria)     | Gonzalo Jiménez                                       |
| 2021-presente (edición diario) | Danny Linares, Daniela González, Nicolás Soto Beltran |

## Señales regionales
Las siguientes estaciones locales de TVN trasmiten informativos regionales:
- 24 Horas: Red Antofagasta (Antofagasta)
- 24 Horas: Red Atacama (Copiapó)
- 24 Horas: Red Coquimbo (La Serena)
- 24 Horas: Red Valparaíso (Viña del Mar, región de Valparaíso)
- 24 Horas: Red O'Higgins (Rancagua)
- 24 Horas: Red Maule (Talca)
- 24 Horas: Red Biobío (Hualpén, Talcahuano - Concepción)
- 24 Horas: Red Araucanía (Temuco)
- 24 Horas: Red Austral (Punta Arenas)

En el resto de las estaciones no trasmite programación o noticias locales, es decir, emite la programación de la señal nacional.

## Premios y nominaciones
| Año  | Premio           | Categoría        | Resultado |
| ---- | ---------------- | ---------------- | --------- |
| 2011 | Premios TV Grama | Mejor Noticiario | Ganador   |